# Herakles (imię)
Herakles – imię męskie pochodzenia greckiego, oznaczające "chwała Hery". Powstało przez połączenie imienia bogini Hery ze słowem κλεος (kleos) "chwała". Wśród patronów – św. Herakles, biskup w Aleksandrii (zm. w połowie III wieku).
Herakles imieniny obchodzi 14 lipca.
Znane postaci noszące to imię:
- Herakles, jeden z herosów w mitologii greckiej, syn Zeusa i śmiertelniczki Alkmeny.
- Herakles, syn Barsine